# Лафлёранс, Леопольд
Леопольд Лафлёранс (фр. Léopold Jean Baptiste Lafleurance; 17 апреля 1865, Бордо — 4 августа 1953) — французский флейтист. Племянник флейтиста Эдуара Лафлёранса (1836—1897).
Учился в Парижской консерватории по классу фортепиано, одновременно занимаясь флейтой частным образом у Поля Таффанеля.
В 1891—1947 гг. играл в оркестре Парижской оперы. Выступал также в составе Оркестра Ламурё и (до 1917 г.) Оркестр концертного общества Парижской консерватории.
Лафлёранс был одним из ранних пропагандистов Концертино для флейты Сесиль Шаминад, исполняя его начиная с 1904 года. Он также первым исполнил Баскскую сюиту для флейты и ансамбля Шарля Борда (1888). Переложил для флейты и фортепиано шесть этюдов Фридерика Шопена, первую скрипичную сонату Эдварда Грига, несколько пьес Клода Дебюсси и др.
В 1914—1919 гг. был исполняющим обязанности профессора флейты в Парижской консерватории; у него учились, в частности, Гастон Крюнель и Рене Ле Руа. Однако по окончании периода нестабильности, связанного с Первой мировой войной, профессорскую кафедру получил не Лафлёранс, а Филипп Гобер.
Лафлёрансу посвящены пьеса Жюля Муке «Флейта Пана» (1906) и Фантазия Гобера (1912).